# Yevgeniy Andreyev
Ievgueni Aleksandrovitch Andreïev (en russe : Евгений Александрович Андреев) est un joueur russe de volley-ball né le 6 janvier 1995. Il mesure 1,80 m et joue libero.

## Clubs
| Club       | De        | À   |
| ---------- | --------- | --- |
| VK Tioumen | 2012-2013 | ... |

## Palmarès
- Championnat du monde des moins de 19 ans (1)
  - Vainqueur : 2013
- Championnat d'Europe des moins de 19 ans (1)
  - Vainqueur : 2013